# 천사 조나단
《천사 조나단》(영어: Highway to Heaven)은 1984년부터 1989년까지 NBC에서 방영된 드라마이다. 대한민국에서는 1985년부터 1986년까지 MBC에서 방영된 뒤, 1991년부터 1992년까지 KBS에서 《천사의 미소》라는 제목으로 방영되었다.

## 등장인물
- 마이클 랜던 - 천사 조나단
- 빅터 프렌치 - 마크 고든

## 한국판 성우진

### MBC
- 박일 - 천사 조나단 (마이클 랜던)
- 김기현 - 마크 고든 (빅터 프렌치)

### KBS
- 유강진 - 천사 조나단 (마이클 랜던)
- 한상덕 - 마크 고든 (빅터 프렌치)